# Taeniopteryx
Taeniopteryx (лат.) — род веснянок из семейства Taeniopterygidae, единственный представитель подсемейства  Taeniopteryginae. Веснянка Taeniopteryx araneoides из этого рода долгое время считалась вымершей, так как первоначально была описана в Европе, где позже исчезла, но затем была повторно открыта в Сибири.

## Описание
Веснянки тёмного цвета с обычно нормально развитыми крыльями. Церки одночлениковые. На задних бёдрах часто имется зубец.

## Виды
В род входит 23 вида, включая два вымерших.
- Taeniopteryx araneoides Klapálek, 1902
- Taeniopteryx auberti Kis & Sowa, 1964
- Taeniopteryx burksi Ricker & Ross, 1968
- Taeniopteryx caucasica  Zhiltzova, 1981
- †Taeniopteryx ciliata  (Pictet, 1856)
- †Taeniopteryx elongata  (Hagen, 1856)
- Taeniopteryx fusca Ikonomov, 1980
- Taeniopteryx hubaulti Aubert, 1946
- Taeniopteryx kuehtreiberi Aubert, 1950
- Taeniopteryx lita Frison, 1942
- Taeniopteryx lonicera Ricker & Ross, 1968
- Taeniopteryx maura  (Pictet, 1841)
- Taeniopteryx mercuryi Fochetti & Nicolai, 1996
- Taeniopteryx metequi Ricker & Ross, 1968
- Taeniopteryx nebulosa  (Linnaeus, 1758)
- Taeniopteryx nelsoni Kondratieff & Kirchner, 1982
- Taeniopteryx nivalis Fitch, 1847
- Taeniopteryx parvula Banks, 1918
- Taeniopteryx robinae Kondratieff & Kirchner, 1984
- Taeniopteryx schoenemundi  (Mertens, 1923)
- Taeniopteryx stankovitchi Ikonomov, 1978
- Taeniopteryx starki Stewart & Szczytko, 1974
- Taeniopteryx ugola Ricker & Ross, 1968

## Распространение
Встречаются в Евразии и Северной Америке.